# Lithosia gynaegrapha
Lithosia gynaegrapha är en fjärilsart som beskrevs av De Joan 1930. Lithosia gynaegrapha ingår i släktet Lithosia och familjen björnspinnare. Inga underarter finns listade i Catalogue of Life.